# كريس هيوز
كريستوفر «كريس» هيوز (بالإنجليزية: Chris Hughes)‏ (ولد في 26 نوفمبر 1983) رجل أعمال أمريكي، ساهم في تأسيس موقع التواصل الإجتماعي فيسبوك. يعرف عنة أنة المتحدث الرسمي باسم الشركة جنبا إلى جنب مع زملائة في الغرفة مارك زوكربيرج، داستن موسكوفيتز، إدواردو سافرين وأخيرا أندرو ماكولوم. عمل هيوز كناشر ورئيس تحرير لمجلة ذا نيو ريببلك «الجمهوريين الجدد» في الفترة ما بين عام 2012 وعام 2016.

## السيرة الذاتية

### النشأة والتعليم
نشأ هيوز في مدينه هيكوري، شمال كارولينا، الابن الوحيد لأرلين «راي» هيوز، بائع ورق، وبريندا هيوز، مدرسة رياضيات. تربي هيوز كلوثري، وتخرج من أكاديمية فليبس في أندوفر، ماساتشوستس.

### الحياة العملية

#### الفيس بوك
خلال سنته الأولى في هارفرد أي في عام 2002، قابل هيوز مارك زوكربيرج، والذي كان في تلك الفترة ما زال يعمل على المراحل الأولى للفيسبوك. طوال العامين التاليين، كان هيوز مسئول بصفة غير رسمية عن اختبارات بيتا واقتراح المنتجات. عندما إقترحت المجموعة نشر الموقع داخل المدارس الأخرى، عارض هيوز الفكرة معللا أنة يجب أن تكون لكل مدرسة موقع خاص بها للحفاظ على خصوصية الأعضاء المشاركين بالموقع وشعورهم بالأمان. 

يرجع فضل كبير لهيوز في تطوير العديد من الأدوات الخاصة بالموقع والتي أدت إلى نشر الموقع بعد ذلك ليكون هو الموقع الأول عالميا، وبذلك استحق هيوز أن يكون هو المتحدث الرسمي باسم المؤسسين والموقع.
في عام 2004، سافرت المجموعة المكونة من هيوز، زوكربيرغ، أندرو ماكولوم، إدواردو سافرين وموسكوفيتز إلى بالو ألتو في العطلة الصيفية ليعملوا على تطوير الموقع. بعد انتهاء العطلة قرر كلا من مارك زوكربيرج وموسكوفيتز البقاء في بالو ألتو في حين قرر هيوز العودة إلى هارفرد ليكمل دراستة الجامعية.
في عام 2006، تخرج من جامعة هارفرد حاصلا على درجة بكالوريوس في تاريخ الفن والأدب، ثم عاد بعد ذلك إلى إلى بالو ألتو مرة أخرى لينضم إلى فريق المؤسسين وطاقم العمل بالفيسبوك.

#### ما بعد الفيسبوك
في عام 2007، ترك هيوز الفيسبوك لينضم للحملة الانتخابية لباراك أوباما لعام 2008. في مارس 2009، إستثمر هيوز في شركة "General Catalyst"، شركة رأس مال استثماري تقع في كامبريدج، ماساتشوستس.
عمل هيوز مديرا تنفيذيا لجوميو، منظمة أونلاين غير ربحية قام بتأسيسها في عام 2010، تهدف إلى خلق فرص للمتطوعين لمساعدتهم في تحسين العالم وحياة الأخرين. في يوليو 2010، إنضم إلى برنامج الأمم المتحدة المشترك لفيروس نقص المناعة البشرية/الإيدز بالتعاون مع 17 عضو من الطبقة العليا من السياسيين، رواد رجال الأعمال، ناشطي حقوق الإنسان والعلماء.

#### ذا نيو ريببلك
في مارس 2012، إشترى هيوز حصة كبيرة من أسهم مجلة ذا نيو ريببلك «الجمهوريين الجدد» حيث أصبح ناشر ورئيس تنفيذي للمجلة، كما عمل هيوز كرئيس تحرير المجلة لفترة من الزمن. في ديسمبر 2014، بعد فترة قصيرة من احتفال المجلة السنوي تم طرد المحرر فرانكلين فوير والمراجع (المدقق النحوي) الأدبي ليون ويستيلر واستقالة ما يقرب من 12 موظف ومحرر بعد وصف الرئيس التنفيذي الجديد، جاي فيدرا، موظف سابق بشركة ياهو الإتجاة الجديد الذي تتبعة المجلة بأنه: 

«إنحدار تام لكل وسائل الإعلام».
الأمر الذي أجبر المجلة على إلغاء عودتها بسبب مشاكل الموظفيين بداخلها.
لم تدر المجلة الربح الذي كان يتوقعه هيوز منها. في 11 يناير 2016 عرض هيوز المجلة للبيع مصرحا بأنه لم يستطع تقدير المشاكل التي يمكن أن يتعرض لها نتيجه محاولته تغيير مجلة من النمط التقليدي إلى النمط الرقمي في المناخ الحالي. تم وصف فترة إدارة هيوز للمجلة من قبل جريدة ذا نيويورك تايمز بأنها مشروع خيالي. في 26 فبراير من نفس العام باع هيوز المجلة إلى ناشر مجلة أورجون «وين ماك كورماك».

## الحياة الشخصية

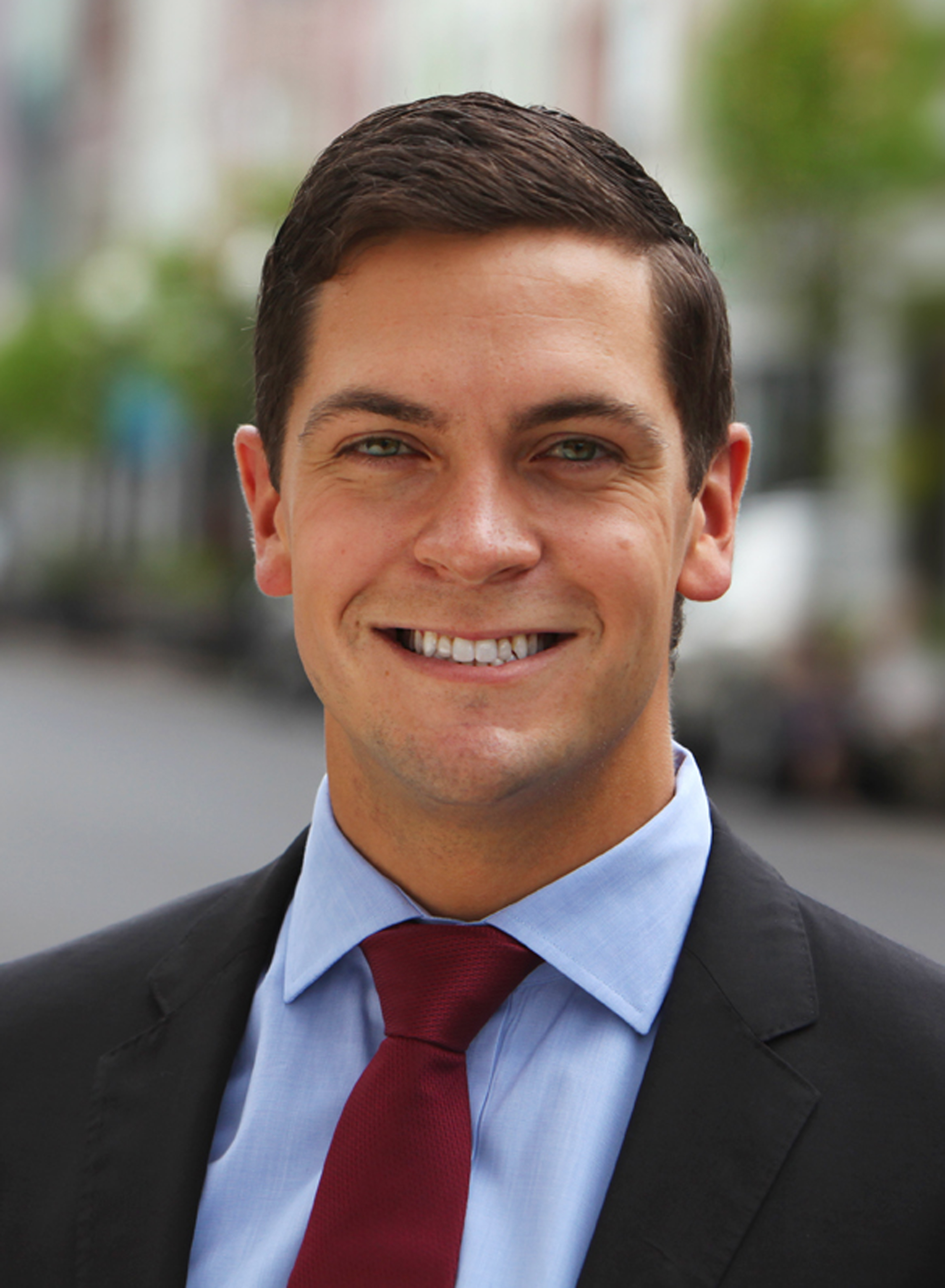
شين إيلدريدج زوج هيوز، في عام 2013

هيوز مثلي الجنس، متزوج من شين إيلدريدج، مدير سياسي لمبادرة الحرية لماري. أعلن الثنائي عن خطبتهما في يناير 2011 في ندوة أقيمت لدعم المبادرة وأهدافها. تزوج الثنائي في 30 يونيو 2012.
إشترى هيوز وشين إيلدريدج منزل بقيمة 2 مليون دولار في الحي الثاني عشر من ولاية نيويورك بغرض مساعدة إيلدريج في الترشح لنيل كرسي في الكونجرس الأمريكي. خسر إيلدريج انتخابات عام 2014 بفارق 30 نقطه فقط، حدث ذلك متزامنا مع الاستقالة الجماعية التي حدثت في المجلة التي يديرها هيوز وهو الأمر الذي آستغلته الصحافة ووسائل الإعلام مثل مجلة ذا ديلي بيست حينما وصفت الثنائي بأنهم: 

«أسوء ثنائي ذوو مناصب في الولايات المتحدة».

## وصلات خارجية
- كريس هيوز: كيف فاوضت زوكربيرغ على مبلغ 500 مليون دولار
- كريس هيوز: التغريدة التي غيرت حياتي- مؤتمر تيد